# Ezequias Redín
Ezequias Emanuel Redín Morales, noto semplicemente come Ezequias Redín (Colonia del Sacramento, 11 maggio 1995), è un calciatore uruguaiano, centrocampista del Plaza Colonia.

## Biografia
Suo fratello minore Miqueas è a sua volta un calciatore professionista.

## Caratteristiche tecniche
È un centrocampista centrale.

## Carriera
Cresciuto nel settore giovanile del Plaza Colonia, ha esordito in prima squadra il 13 ottobre 2013 disputando l'incontro di Segunda División Profesional pareggiato 1-1 contro il Dep. Maldonado.

## Palmarès

### Club

#### Competizioni nazionali
- Segunda División Profesional de Uruguay: 1

Plaza Colonia: 2024